# Georg Heinrich Krieg von Hochfelden

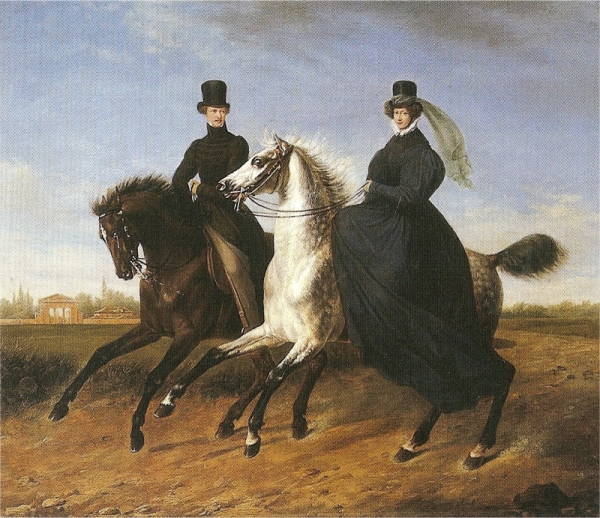
Krieg von Hochfelden und seine Gemahlin zu Pferde, Gemälde von Marie Ellenrieder (1791–1863), 1832

Georg Heinrich Krieg von Hochfelden (* 18. Februar 1798 in Rastatt; † 11. Dezember 1860 in Baden-Baden) war badischer Generalmajor und Militärschriftsteller.

## Leben
Georg Heinrich wurde als Sohn des Georg Krieg von Hochfelden, einem badisch-markgräflichen Hofrat, und seiner Frau Margaretha geboren. Er besuchte das Lyzeum in Rastatt und trat 1815 in die Badische Armee ein. Im gleichen Jahr wurde er zum Leutnant der Artillerie ernannt, 1826 an die Seite des späteren Großherzogs Leopold von Baden berufen. 1829 wurde er zum Hauptmann befördert, 1830 zu dessen Flügeladjutanten.
Er hatte dienstlich mit dem Pfarrer und Politiker Franz Josef Herr (1778–1837), leiblicher Sohn des Großherzogs Karl Friedrich, zu tun. Dieser befasste sich mit der Landesgeschichte des frühen 19. Jahrhunderts und begeisterte Krieg von Hochfelden für die Landesgeschichte, der Zugang zu Staatsakten und Archiven erhielt und dadurch seine Veröffentlichungen verfassen konnte. Nach dem Tod des Pfarrers 1837 wurde Krieg von Hochfelden zum Major ernannt, 1847 zum Oberst und 1851 schließlich wurde er Militärbevollmächtigter des Landes beim Frankfurter Bundestag. Als Generalmajor drei Jahre später wurde er im Mai 1854 pensioniert und lebte mit seiner Frau Anna nach einem kurzen Aufenthalt in Heidelberg in Baden-Baden.
Krieg von Hochfelden war u. a. Mitglied des badischen Altertumsvereins, des Vereins für vaterländische Altertümer in Zürich, des historischen Vereins für das württembergische Franken und des Vereins zur Erforschung rheinischer Geschichte und Altertümer in Mainz.
Sein Grabstein auf dem alten Lichtentaler Friedhof ist noch zum Teil erhalten.

## Werke
- Geschichte der Grafen von Eberstein in Schwaben. Karlsruhe 1836 Digitalisat
- Die Veste Zwingenberg am Neckar: ihre Geschichte und ihr gegenwärtiger Zustand. Frankfurt am Main 1843. Digitalisat
- Die beiden Schlösser zu Baden, ehemals und jetzt. Karlsruhe 1851. Digitalisat
- Geschichte der Militär-Architektur in Deutschland mit Berücksichtigung der Nachbarländer von der Römerherrschaft bis zu den Kreuzzügen. Stuttgart 1859. Digitalisat
- Das Kirchen Portal der Abtey Petershausen, 1852, Digitalisat
- Denkmäler des Hauses Habsburg in der Schweiz: Die Veste Habsburg im Aargau, 1857, Digitalisat

## Ehrungen
- Militär-Karl-Friedrich-Verdienstorden (Ritterkreuz)
- Orden vom Zähringer Löwen (Komturkreuz mit Eichenlaub)
- Dienstauszeichnung für Offiziere I. Klasse
- Großherzoglich-badische Felddienst-Medaille
- Militär-Gedächtnis-Medaille von 1849
- Roter Adlerorden (Ritterkreuz III. Klasse mit Schwertern)
- Verdienstorden vom Heiligen Michael (Komturkreuz)
- Orden der Württembergischen Krone (Ritterkreuz)
- Großherzoglich Hessischer Ludwigsorden (Komturkreuz II. Klasse)
- Verdienstorden Philipps des Großmütigen (Komturkreuz II. Klasse mit Schwertern)
- Verdienstorden der Bayerischen Krone (Ritterkreuz)
- Orden des Heiligen Wladimir (Ritterkreuz IV. Klasse)

## Quelle
- Nekrolog in: Österreichische militärische Zeitschrift. S. 239. Zweiter Jahrgang, Vierter Band. Wien 1861 (Digitalisat)